# Peter Riedel
Pour les articles homonymes, voir Riedel.
Peter Riedel (août 1905 - 6 novembre 1998) est un champion de vol à voile allemand et un attaché de l'air pour le gouvernement nazi à Washington, DC, avant et pendant la Seconde Guerre mondiale. Entre 1977 et 1985, il publiz l'histoire définitive du mouvement de vol à voile allemand avant la guerre.

## Biographie
Riedel est né à Dehlitz, en Saxe, d'un père pasteur luthérien et d'une mère professeur de théologie à l'université de Halle. Son grand-père : Richard Riedel (1838-1916) est conseiller commercial du roi de Prusse. Il porte le titre de "Geheimrat". 
En 1920, à l'âge de 15 ans, Riedel assiste à la première compétition de vol à voile organisé sur la Wasserkuppe, emportant avec lui un planeur pour moitié de sa propre conception, qu'il complète et pilote avec l'aide d'autres participants à la compétition. Dès lors, il devient un participant régulier aux compétitions. Avec l'aide du philanthrope Karl Kotzenberg (de), qui s'était intéressé au mouvement du vol à voile, Riedel fréquente l'Université de technologie de Darmstadt, où il étudie l'ingénierie. Après avoir obtenu son diplôme, il suit une formation de pilote professionnel, mais ne peut trouver de travail et passe plutôt six ans à travailler sous Walter Georgii (en) à l'Institut allemand de recherche pour le vol à voile (Deutsche Forschungsanstalt für Segelflug, DFS). En attendant, il continue le vol à voile compétitif, établissant un record du monde de distance de 229 km (142,29 mi) en 1933 et remportant la coupe Hindenburg (en) à Compétition de vol à voile de la Rhön la même année. En 1934, il accompagne le professeur Georgii lors d'une tournée au Brésil et en Argentine,  en compagnie de Wolf Hirth et Heini Dittmar (en) pour  promouvoir le sport en Amérique latine. Pendant son séjour en Argentine, Riedel établit un record de vol à longue distance. Hanna Reitsch est également de la partie et les deux sont devenus de bons amis. 
Plus tard cette année-là, Riedel finalement trouve du travail en tant que pilote professionnel et il vole pour Deutsche Luft Hansa (en) pendant deux ans, puis accepte un contrat de deux ans avec SCADTA, une compagnie aérienne colombienne, n'ayant pas l'intention de retourner en Allemagne. En 1937, il participe au concours national de la Soaring Society of America (SSA). Pendant son séjour aux États-Unis, il est approché par l'attaché militaire allemand et lui propose un poste à Washington, DC, qu'il accepte et prend en juin 1938. Son travail consiste à recueillir des renseignements sur les activités aériennes américaines et à faire rapport à Berlin. Avec le temps, il est nommé officier de la Luftwaffe et reçoit le poste officiel d'attaché de l'air.
En juillet 1938, lors du 9th National Soaring Contests, Riedel aux commandes d'un planeur allemand à deux places de fabrication allemande, avec le Dr Karl Otto Lange (de), le directeur du concours comme passager, atterrit à Mohawk Flats près d'Utica, New York quatre heures après avoir décollé d'Elmira, New York.
Lorsque les États-Unis sont entrés en guerre, Riedel est interné avec le reste du personnel de l'ambassade d'Allemagne. Il est renvoyé en Allemagne dans le cadre d'un échange diplomatique. Sa femme, Helen Klug, originaire de Terre Haute en Indiana et citoyenne américaine, accepte de le rejoindre. A son retour, la société Heinkel l'emploie comme ingénieur, mais il occupe rapidement un autre poste diplomatique en tant qu'attaché de l'air en Suède. Là, il prend connaissance des atrocités du régime nazi à partir de rapports dans la presse américaine et soviétique. Horrifié, il commence à traiter directement avec le Bureau américain des services stratégiques mais est trahi par un ami et rappelé à Berlin. Devinant le sort qui pouvait l'attendre là-bas, il préfère se cacher en Suède. Après la guerre, il est arrêté en tant qu'étranger en situation irrégulière mais il s'échappe après un certain temps de détention et s'enfuit au Venezuela, où Helen le rejoint finalement.
Au cours des années suivantes, ils vit et travaille au Canada et en Afrique du Sud, jusqu'à ce qu'ils puissent enfin retourner s'installer aux États-Unis, où Riedel vole pour TWA et Pan Am. Pendant un certain temps, ils résident à Terre Haute, où il travaille pour la Reich Manufacturing Company.
À sa retraite, Riedel a écrit une histoire étendue et détaillée du mouvement de vol à voile allemand entre 1911 et 1937, intitulée Erlebte Rhöngeschichte en trois volumes. Peu avant sa mort est publiée, German Air Attaché, une biographie. Riedel est enterré au Calvary Cemetery à Terre Haute.